# Валко, Пётр Харлампиевич
Пётр Харлампиевич Валко (12 сентября 1909, село Кустолово, Новотагамлицкая волость, Константиноградский уезд, Полтавская губерния — 10 мая 1994, село Кустолово-Суходолка, Машевский район, Полтавская область) — бригадир колхоза «Новая жизнь» Ново-Санжарского района, Полтавская область, Украинская ССР. Герой Социалистического Труда (1948).

## Биография
Родился 12 сентября 1909 года в бедной крестьянской семье в селе Кустолово Полтавской губернии. Окончил три класса начальной школы в родном селе. С 1931 года служил в пограничных войсках на Дальнем Востоке. В 1934 году возвратился в родное село и работал в местном колхозе. После начала Великой Отечественной войны эвакуировался на Урал в город Соликамск. В октябре 1941 года призван на фронт. Воевал артиллеристом в звании ефрейтора в составе 945-го артиллерийского полка 380-й стрелковой дивизии на Калининском, Брянском, 1-м и 2-м Белорусских фронтах.
В 1945 году демобилизовался и работал на различных работах в колхозе «Новая жизнь» (Нове життя). В 1946 году назначен бригадиром полеводческого звена. В 1948 году удостоен звания Героя Социалистического Труда «за получение высоких урожаев ржи, пшеницы и сахарной свеклы при выполнении колхозом обязательных поставок и натуроплаты за работу МТС в 1947 году и обеспеченности семенами зерновых культур для весеннего сева 1948 года, получение урожая пшеницы 31,9 центнера с гектара на площади 20 гектаров».
В 1949 году избран председателем колхоза «Новая жизнь» Новосанжарского района. С 1951 года — председатель Кустолово-Суходольского сельского совета и с 1953 года трудился на животноводческой ферме.
После выхода на пенсию в 1969 году проживал в селе Кустолово-Суходолка Полтавской области.

## Награды
- Герой Социалистического Труда — указом Президиума Верховного Совета СССР от 10 мая 1948 года
- Орден Ленина
- Орден Красной Звезды (31.08.1944)
- Медаль «За отвагу» (21.01.1945)
- Медаль «За боевые заслуги»